# Jan Kanty Galasiewicz

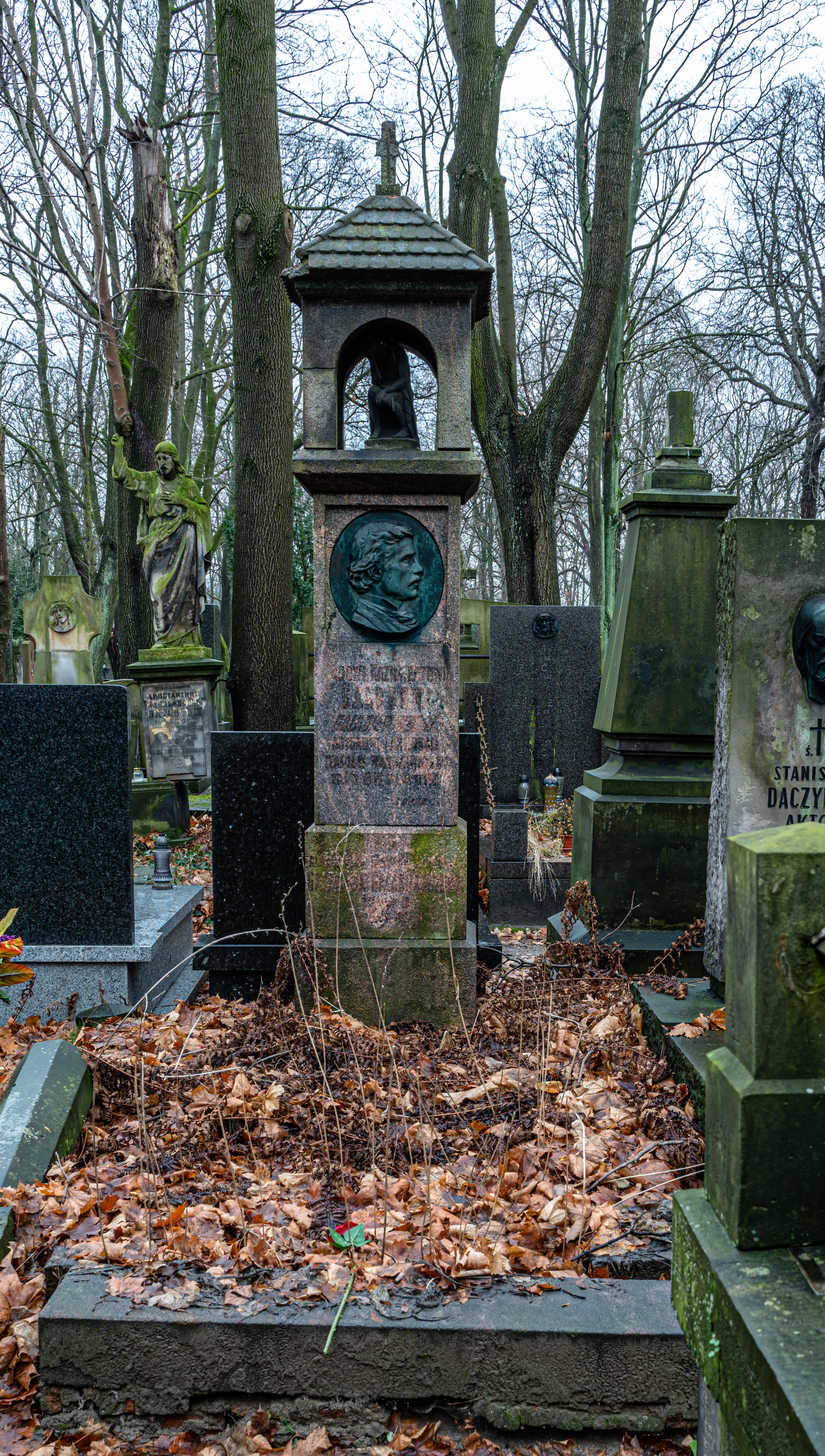
Grób Jana Kantego Galasiewicza na cmentarzu Powązkowskim

Jan Kanty Galasiewicz (ur. 1 września 1849 w Przeginia Duchowna – zm. 16 marca 1911 w Warszawie) – polski aktor i dramatopisarz.
Jego prawdziwe nazwisko brzmiało Galos, spotykana była również forma Galosiewicz. Pochodził z rodziny chłopskiej. Uczył się w gimnazjum, którego jednak nie ukończył. Następnie podjął pracę w drukarni. Od 1869 występował w wędrownym zespole aktorskim W. Sztengla, od 1870 w teatrze poznańskim, zaś od 1874 w teatrze krakowskim. W kolejnych latach przeniósł się do Warszawy, gdzie do 1890 grał w Teatrach Rządowych. W 1890 zakończył karierę aktorską z powodu amputacji nogi i został kasjerem w warszawskim Teatrze Małym. 
Literacko debiutował w 1880 melodramatem Czartowska ława. W dramacie Wspólne winy (1882) opisał konflikt wzbogaconego chłopa z ziemianinem, zakończony pojednaniem i wybaczeniem. Za sztukę Ciarachy otrzymał w 1890 nagrodę w konkursie „Echa Muzycznego, Teatralnego i Artystycznego”. Dramat ten przedstawiał walkę młodej wiejskiej inteligencji zarówno z konserwatywnym środowiskiem, jak i demoralizującym wpływem miasta. Wspólnie z Zofią Mellerową tworzył sceniczne przeróbki dzieł Józefa Ignacego Kraszewskiego (Chata za wsią) i Henryka Sienkiewicza (Szkice węglem).
Pochowany na cmentarzu Powązkowskim w Warszawie (kwatera 71-3-27). W 1913 roku staraniem Wojdałowicza na jego grobie postawiono pomnik. Autorem projektu był Stanisław Lewandowski.